# Фоса (притока Лютиці)
Фоса — річка в Рожищенському районі Волинської області, права притока Лютиці (басейн Дніпра).

## Опис
Довжина річки приблизно 9 км. Висота витоку річки над рівнем моря — 197 м, висота гирла — 191 м, падіння річки — 6 м, похил річки — 0,67 м/км. Формується з багатьох безіменних струмків.

## Розташування
Бере початок на західній стороні від села Тростянка. Тече переважно на північний захід понад селом Яблунівка і між селами Кроватка та Залісці впадає в річку Лютицю, ліву притоку Стиру.